# Хаузер, Коул
Коул Кеннет Хаузер (род. 22 марта 1975) — американский актёр кино и телевидения.

## Биография
Хаузер родился в Санта-Барбаре, штат Калифорния, в семье Кэсс Уорнер, основавшей компанию кинопроизводства Warner Sisters, и актёра Уингза Хаузера. Его дедом по отцовской линии был сценарист Дуайт Хаузер. Прадедом Хаузера по материнской линии был Гарри Уорнер, известный магнат киноиндустрии, сооснователь студии Warner bros., а его дедушка по материнской линии был Мильтон Сперлинг, голливудский сценарист и независимый продюсер. Бабушка по материнской линии Хаузера — Бетти Мэй Уорнер — живописец, скульптор, политический активист и владелец галереи, жена Стэнли Схайнбаума, политического активиста, экономиста, филантропа и бывшего комиссара полиции. Хаузер имеет ирландские и немецкие корни со стороны отца и еврейские по матери.
Родители Хаузера развелись в 1977 году, когда ему было два года. Только примерно в возрасте пятнадцати лет он в первый раз встретился со своим отцом после разлуки, вызванной переселением. В течение года он жил с отцом и учился у него. До этого он в течение 12 лет переезжал с матерью, сводным братом и сестрами из Санта-Барбары в Орегон, затем во Флориду и потом обратно в Санта-Барбару. За это время он в большей степени увлекался спортом, чем школой. В 16 лет он покинул среднюю школу, чтобы попробовать себя в актёрском мастерстве.
Первая роль Хаузера была в фильме «Школьные узы» 1992 года, в котором снимается много молодых и подающих надежды актёров, таких как Брендан Фрэзер, Мэтт Дэймон, Крис О’Доннелл и Бен Аффлек. Позднее сыграл в фильме «Под кайфом и в смятении» у режиссёра Ричарда Линклейтера вместе с Беном Аффлеком в главной роли. В 1995 году Хаузер играл роль лидера скинхедов у режиссёра Джона Синглтона в фильме «Высшее образование». Позднее Хаузер повторно сыграл с Аффлеком и Дэймоном в фильме «Умница Уилл Хантинг» в 1997 году. В 2000 году он сыграл Уильяма Дж. Джонса в фильме «Чёрная дыра» и озвучил роль в игре «Хроники Риддика: Побег Из Бухты Мясника».
В 2002 году он сыграл роль старшего сержанта Вика Бедфорда, военнопленного расиста-американца, в фильме «Война Харта» с Брюсом Уиллисом и Колином Фарреллом. В 2003 году исполнил роль военнослужащего отряда специального назначения ВМС США в фильме «Слёзы солнца» вместе с Брюсом Уиллисом. Он также сыграл главаря бандитов в фильме «Двойной форсаж». С тех пор он также снялся в нескольких голливудских фильмах, таких как «Папарацци» с Мелом Гибсоном и «Пещера».
В 2007 году он сыграл главную роль вместе с Энтони Андерсоном в телесериале «Полиция Нового Орлеана» канала FOX, который был закрыт после десяти эпизодов. В этом же году Хаузер получил главную роль в фильме «Каменный ангел» по роману Маргарет Лоренс. В течение 2008 года Коул снимался в других независимых проектах, например «Как одуванчики» по роману Карен Кингсбери, «Семья охотников» Тайлера Перри, и сериале «Башня» на канале CBS, не пошедшем далее пилотной серии.

## Личная жизнь
Жена Хаузера — бывшая актриса и фотограф Синтия Дэниел, игравшая роль Элизабет Уэйкфилд в сериале «Школа в Ласковой Долине», адаптации одноимённого романа Френсин Паскаль вместе с её сестрой-близнецом, Бриттани Дэниел. У Хаузера и Дэниел два сына Райлонд Хаузер, родившийся в сентябре 2004 года, и Кольт Дэниел Хаузер, появившийся 12 июня 2008 года, и дочь, появшившаяся на свет в 2013 году.

## Фильмография
| Год       |     | Русское название                            | Оригинальное название                              | Роль                        |
| --------- | --- | ------------------------------------------- | -------------------------------------------------- | --------------------------- |
| 1992      | ф   | Замести следы                               | Frame-Up II: The Cover-Up                          | Кэл                         |
| 1992      | ф   | Школьные узы                                | School Ties                                        | Джек Коннорс                |
| 1992      | ф   | Променад                                    | The Prom                                           | Стакер                      |
| 1993      | ф   | Под кайфом и в смятении                     | Dazed and Confused                                 | Бенни О’Доннелл             |
| 1993      | тф  | Неизбежное отмщение                         | A Matter of Justice                                | Роки Джексон                |
| 1994      | ф   | Возвращение с закона                        | Skins                                              | Бенц                        |
| 1995      | ф   | Высшее образование                          | Higher Learning                                    | Скотт Мосс                  |
| 1996—1997 | с   | Главный инцидент                            | High Incident                                      | офицер Рэнди Уиллитс        |
| 1997      | ф   | Всё обо мне                                 | All Over Me                                        | Марк                        |
| 1997      | ф   | Умница Уилл Хантинг                         | Good Will Hunting                                  | Билли Макбрайд              |
| 1998      | ф   | Скотч и молоко                              | Scotch and Milk                                    | Джонни                      |
| 1998      | ф   | Страна холмов и долин                       | The Hi-Lo Country                                  | Малыш Мэтсон                |
| 2000      | ф   | Черная дыра                                 | Pitch Black                                        | Уильям Джей Джонс           |
| 2000      | ф   | Цена победы                                 | A Shot at Glory                                    | Келси О’Брайен              |
| 2000      | ф   | Страна тигров                               | Tigerland                                          | штаб-сержант Кота           |
| 2002      | ф   | Война Харта                                 | Hart’s War                                         | штаб-сержант Вик У. Бедфорд |
| 2002      | ф   | Белый олеандр                               | White Oleander                                     | Рэй Прюитт                  |
| 2003      | ф   | Слёзы солнца                                | Tears of the Sun                                   | Джеймс «Ред» Аткинс         |
| 2003      | ф   | Двойной форсаж                              | 2 Fast 2 Furious                                   | Картер Верон                |
| 2004      | с   | Скорая помощь                               | ER                                                 | Стив Кёртис                 |
| 2004      | ки  |                                             | The Chronicles of Riddick: Escape from Butcher Bay | Джонс                       |
| 2004      | ф   | Папарацци                                   | Paparazzi                                          | Бо Ларами                   |
| 2004      | кор | Создание фильма «Папарацци»                 | The Making of «Paparazzi»                          | Бо Ларами                   |
| 2005      | ф   | —                                           | Hope for the Addicted                              | н/д                         |
| 2005      | ф   | Пещера                                      | The Cave                                           | Джек Макалистер             |
| 2005      | ф   | Грязное дело                                | Dirty                                              | лейтенант                   |
| 2006      | ф   | Развод по-американски                       | The Break-Up                                       | Люпус Гробовски             |
| 2006      | тф  | Ущерб                                       | Damages                                            | Джек Шейл                   |
| 2007      | ф   | Каменный ангел                              | The Stone Angel                                    | Брэм в молодости            |
| 2007—2008 | с   | Полиция Нового Орлеана                      | K-Ville                                            | Тревор Кобб                 |
| 2008      | в   | Иллюзия допроса                             | Tortured                                           | Кевин Коул                  |
| 2008      | ф   | Семья охотников                             | The Family That Preys                              | Уильям Картрайт             |
| 2008      | тф  | Башня                                       | The Tower                                          | Шон Каслман                 |
| 2009      | ф   | Как одуванчики                              | Like Dandelion Dust                                | Джек Кэмпбелл               |
| 2009      | ки  |                                             | The Chronicles of Riddick: Assault on Dark Athena  | Джонс                       |
| 2009      | тф  | Поле Вашингтона                             | Washington Field                                   | Рэймонд Стоун               |
| 2010—2011 | с   | Преследование                               | Chase                                              | Джимми Годфри               |
| 2011      | ф   | Смертельный список                          | The Hit List                                       | Аллан Кэмпбелл              |
| 2011      | тф  | Доброе утро, убийца                         | Good Morning, Killer                               | Эндрю Берринджер            |
| 2013      | ф   | Крепкий орешек: Хороший день, чтобы умереть | A Good Day to Die Hard                             | Коллинз                     |
| 2013      | ф   | Падение Олимпа                              | Olympus Has Fallen                                 | агент Рома                  |
| 2013      | ф   | Белый лебедь                                | Assassins Run                                      | Роман                       |
| 2013      | в   | Смертельное падение                         | Dead Drop                                          | Дуайт                       |
| 2014      | ф   | Превосходство                               | Transcendence                                      | полковник Стивенс           |
| 2014      | в   | Морпехи 2                                   | Jarhead 2: Field of Fire                           | главный старшина Джон Фокс  |
| 2014—2017 | с   | Бестия                                      | Rogue                                              | Итан Келли                  |
| 2015      | с   | Хроники Лиззи Борден                        | The Lizzie Borden Chronicles                       | Чарли Сиринго               |
| 2018      | ф   | Акты насилия                                | Acts of Violence                                   | Деклан                      |
| 2018—2024 | с   | Йеллоустон                                  | Yellowstone                                        | Рип Уилер                   |
| 2022      | ф   | Минута, когда ты проснешься мертвым         | The Minute You Wake up Dead                        | Русс Поттер                 |
| 2023      | ф   | Профессор и призрачный убийца               | The Ritual Killer                                  | Детектив Бойд               |

## Награды и номинации
| Год  | Номинируемая работа        | Категория                                        | Результат |
| ---- | -------------------------- | ------------------------------------------------ | --------- |
| 2001 | Лучший актёр второго плана | премия «Независимый дух» (фильм «Страна тигров») | Номинация |
| 2003 | Прорыв — мужчины           | Young Hollywood Awards                           | Победа    |